# Liceo Francés de Bogotá
El Liceo Francés Louis Pasteur es una escuela situada en el barrio La Cabrera (El Chicó) de Bogotá, Colombia. Creado en 1934, alberga actualmente a cerca de 2.000 estudiantes de diversas nacionalidades, desde preescolar hasta su graduación.

## Historia
En 1934, José De La Vega, fundador del diario El Siglo, y muy unido a la cultura francesa crea, con algunos amigos, el Liceo Francés de Bogotá, que se inaugura oficialmente el 15 de febrero de 1934 con 35 alumnos inscritos.
En 1936 se traslada a unas instalaciones más grandes. Durante la Segunda Guerra Mundial, el establecimiento toma el nombre de Liceo Francés Louis Pasteur de Bogotá en 1943.
En 1947, la compra de terrenos permite la construcción de los edificios previstos para recibir a 800 alumnos.
Desde entonces, muchas obras han permitido recibir a cada vez más alumnos: en 1961, se llega a la cifra de los 1000 alumnos y en 1972, fecha de la construcción de la “escuela Maternal”, 1850 alumnos están inscritos.
- en 1961 los estudiantes llegan a 1000;
- en 1972, después de la construcción de la escuela Maternal, ya hay 1620 alumnos inscritos

El 23 de septiembre de 1964 el general Charles de Gaulle, presidente de la República Francesa de 1958 a 1969, visita el Liceo, y luego François Mitterrand en octubre de 1985.
Después, el Liceo Francés Louis-Pasteur se amplió con un centro de documentación e información funcional, una cafetería moderna, y un gran gimnasio reconocido como modelo arquitectónico, diseñado por Daniel Bermúdez.
En mayo de 2003 se inaugura un gran auditorio en el centro del Liceo, sobre el patio principal.
El 70° aniversario de la institución se celebró en abril de 2004, en presencia de Maryse Bossière, entonces directora de la AEFE (en francés : Agence pour l'enseignement français à l'étranger ; en español : Agencia para la enseñanza francesa en el extranjero).
El 80° aniversario de la institución se celebró en mayo de 2014, con un cambio en el logo del Liceo y la colocación de una cápsula del tiempo.

## Resultados académicos
Generalmente todos los alumnos de secundaria obtienen su bachillerato francés. En las pruebas del ICFES (para el acceso a las universidades colombianas) el Liceo se clasifica, según las asignaturas, en 1°, 2° o 3° lugar.
El gobierno francés ofrece anualmente becas (Bourse d'excellence Eiffel) que cubren todos los gastos, a los mejores estudiantes de último año que van a estudiar a Francia.
En su mayoría los estudiantes del Liceo Louis Pasteur cursan estudios superiores en las universidades colombianas como Los Andes, Javeriana, Nacional, Externado y del Rosario. Para aquellos que se dirigen a la educación superior francesa, encontramos cada año a los estudiantes admitidos en las clases de preparación para las escuelas de ingeniería, HEC y Sciences Po Paris y en el campus de Poitiers.
Las carreras de los alumnos se distribuyen principalmente entre las finanzas internacionales, la industria, la medicina, la arquitectura.
Hoy en día los alumnos del Liceo continúan sus carreras en todo el mundo, en empresas internacionales o en puestos de responsabilidad en el estado de Colombia, otros son profesores o investigadores, pero también hay artistas cuyo talento han honrado a Colombia y Francia.

## Exalumnos ilustres
- Rogelio Salmona
- Martin von Hildebrand
- Antanas Mockus (1969)
- Íngrid Betancourt (1979)
- Carlos Lleras de la Fuente
- Juan Pablo Hernández Zuluaga
- Germán Vargas Lleras[3]